# Когалим
Когалим (на руски: Когалым; на хантийски: Когым) е град в Русия, разположен в Ханти-Мансийски автономен окръг - Югра, Тюменска област, Уралски федерален окръг. Населението на града към 1 януари 2018 година е 66 231 души.

## История
Селището е основано през 1975 година, през 1985 година получава статут на град.